# District de Hajdúhadház
Le district de Hajdúhadház (en hongrois : Hajdúhadházi járás) est un des 10 districts du comitat de Hajdú-Bihar en Hongrie. Créé en 2013, il compte 22 328 habitants et rassemble 3 localités : 1 commune et 2 villes dont Hajdúhadház, son chef-lieu.

## Localités
- Bocskaikert
- Hajdúhadház
- Téglás